# Progomphus gracilis
Progomphus gracilis är en trollsländeart som beskrevs av Hagen in Selys 1854. Progomphus gracilis ingår i släktet Progomphus och familjen flodtrollsländor. Inga underarter finns listade i Catalogue of Life.